# Ursynów

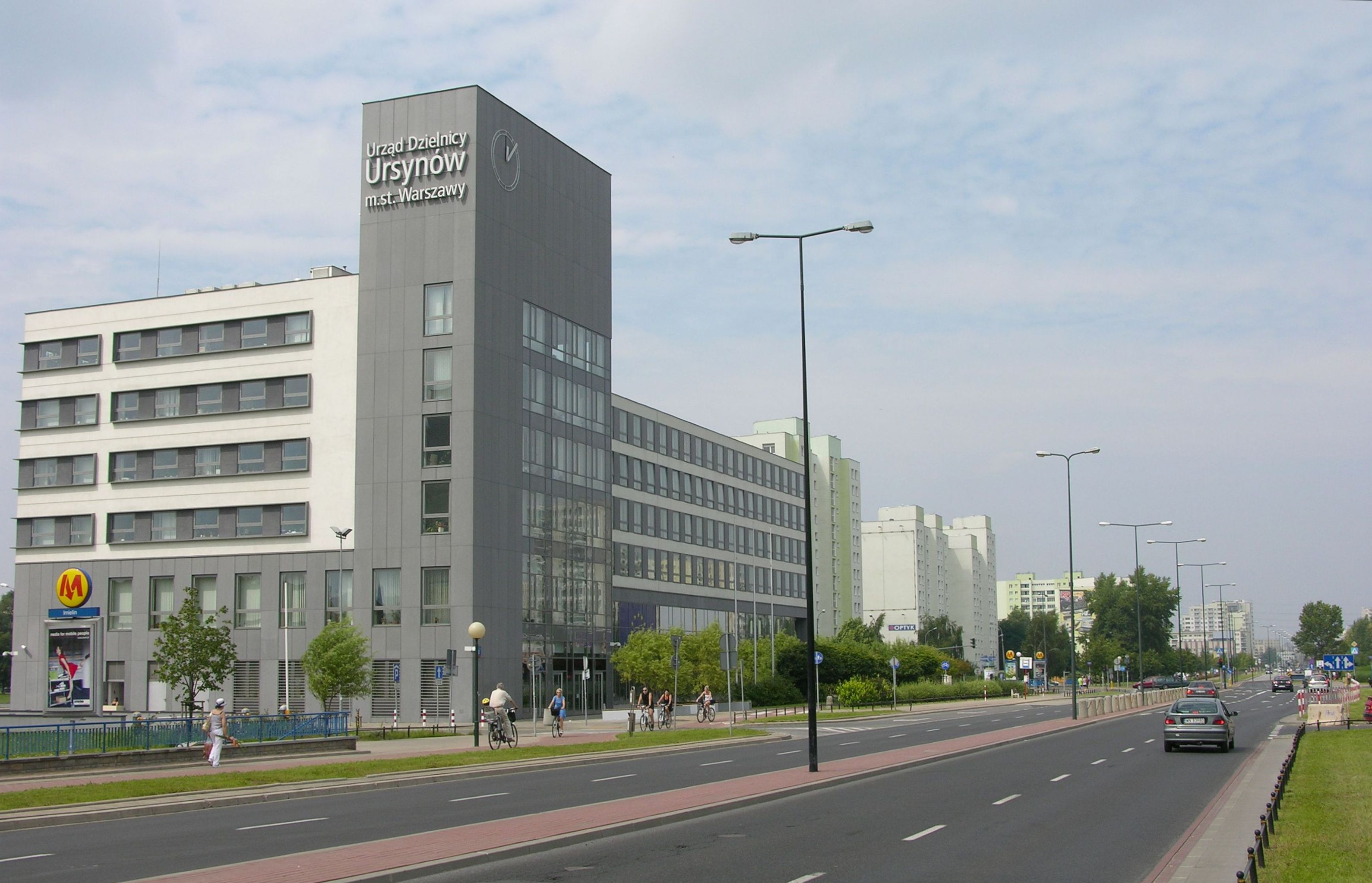
Urząd Dzielnicy i główna arteria Ursynowa – al. Komisji Edukacji Narodowej

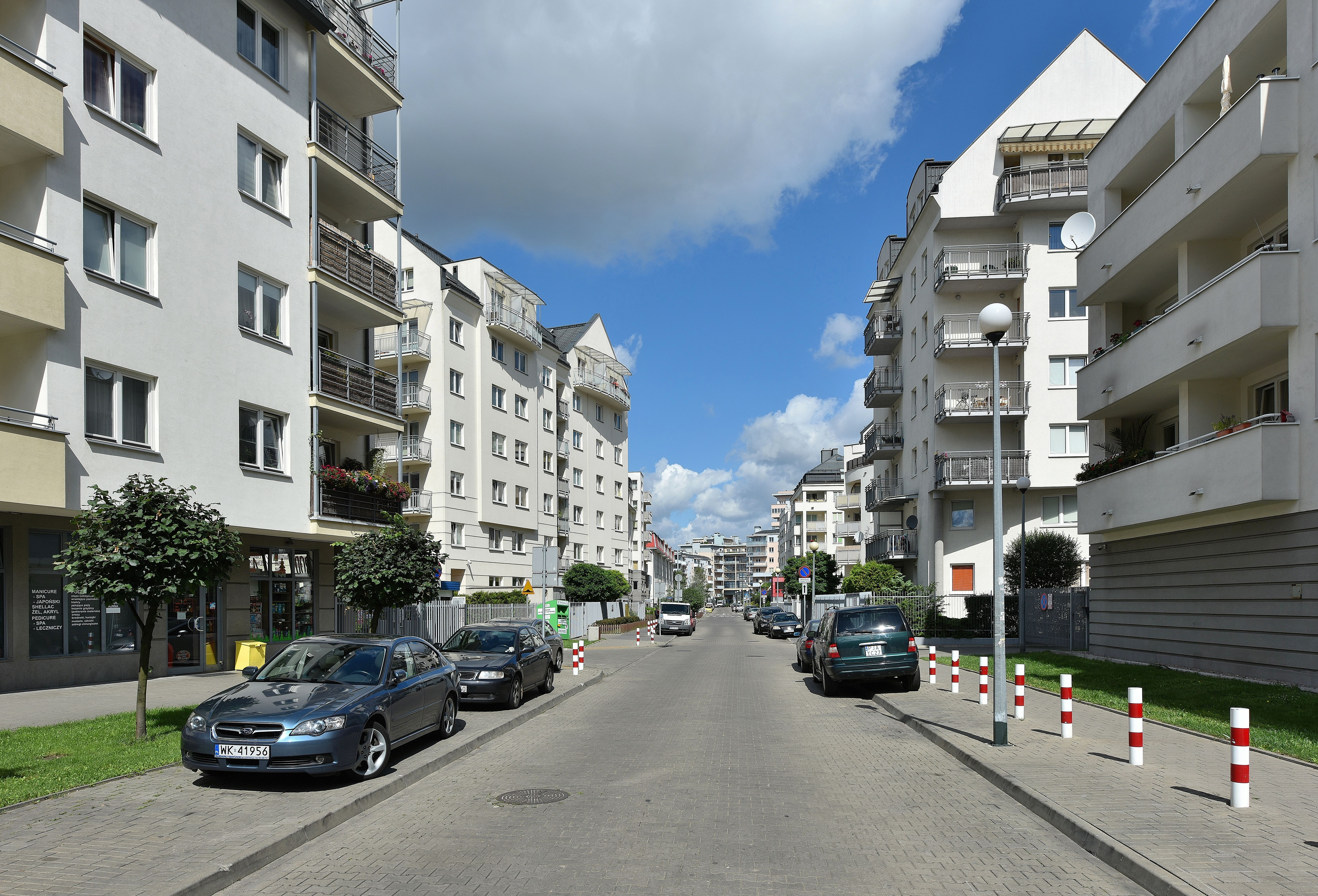
Zabudowa mieszkaniowa przy ul. Kabacki Dukt

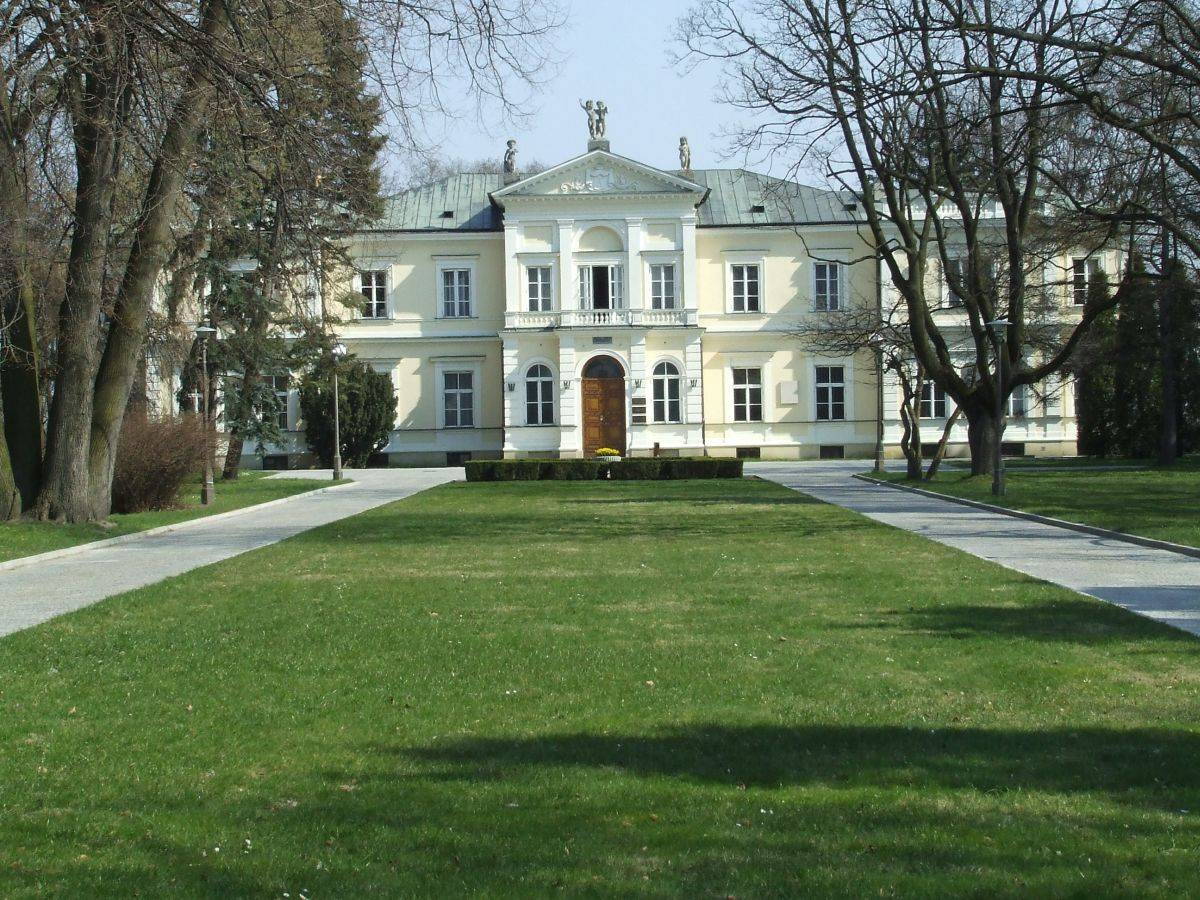
Pałac Krasińskich

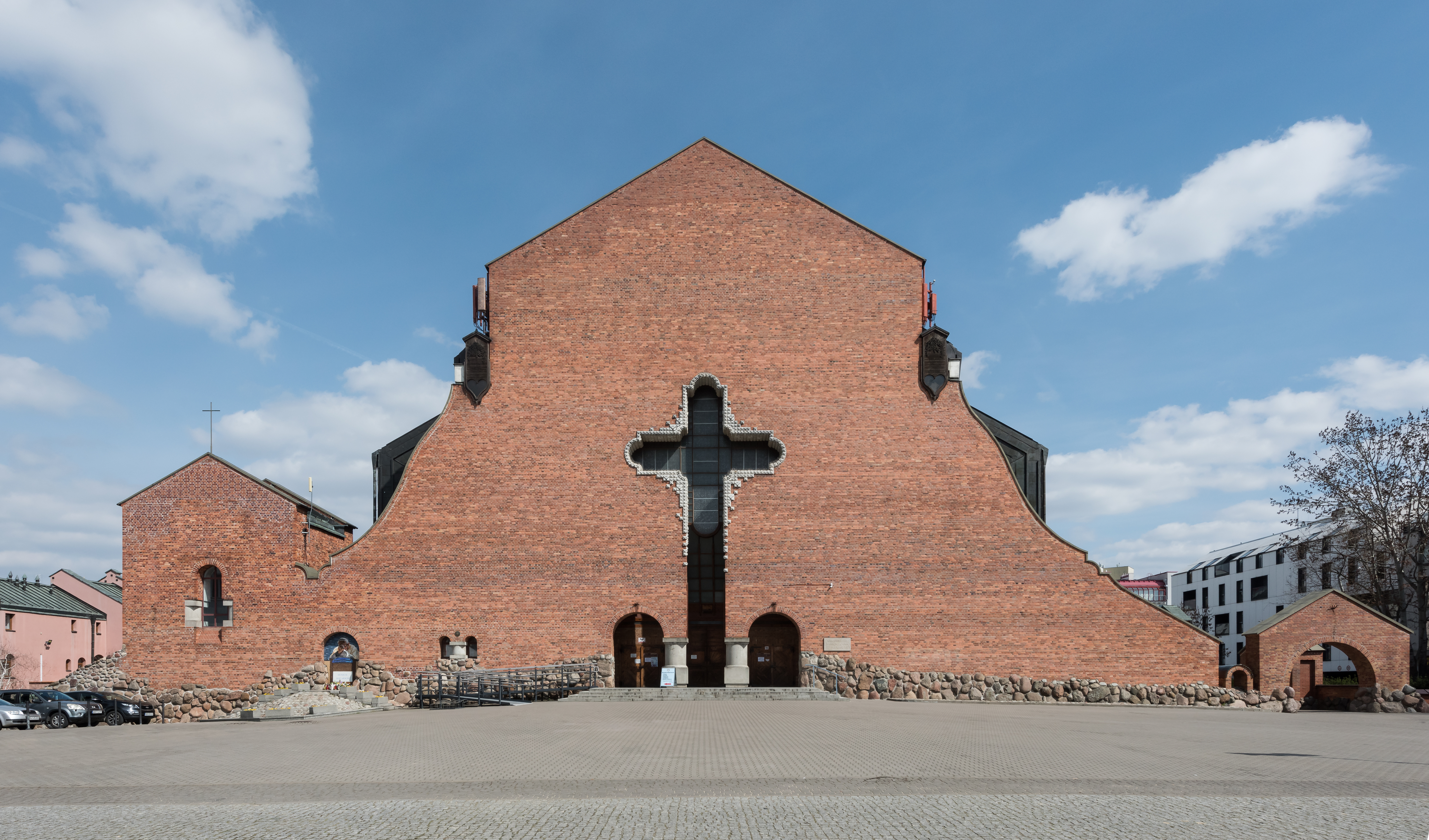
Kościół Wniebowstąpienia Pańskiego

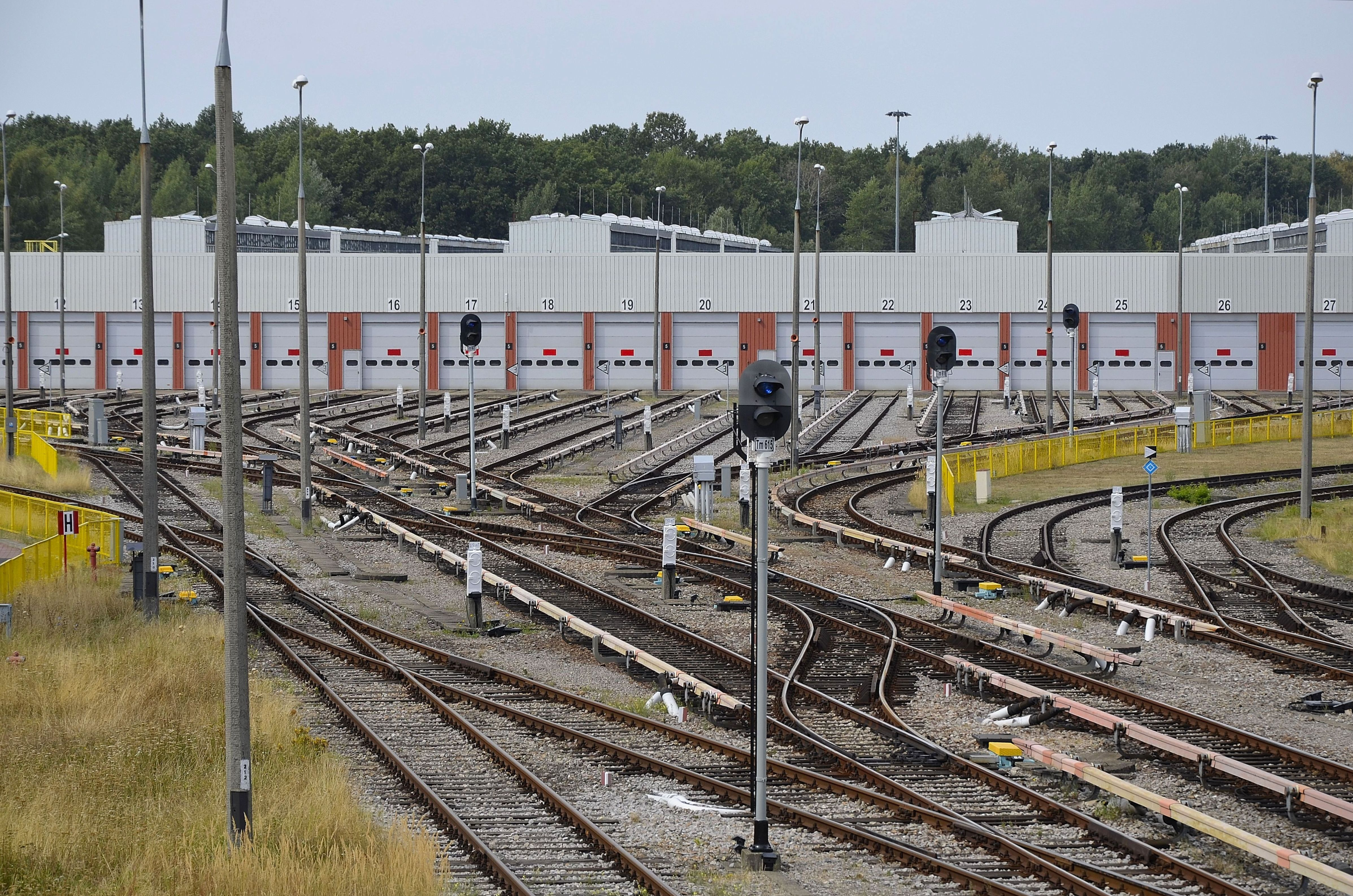
Stacja Techniczno-Postojowa Kabaty obsługująca linie M1 i M2 warszawskiego metra

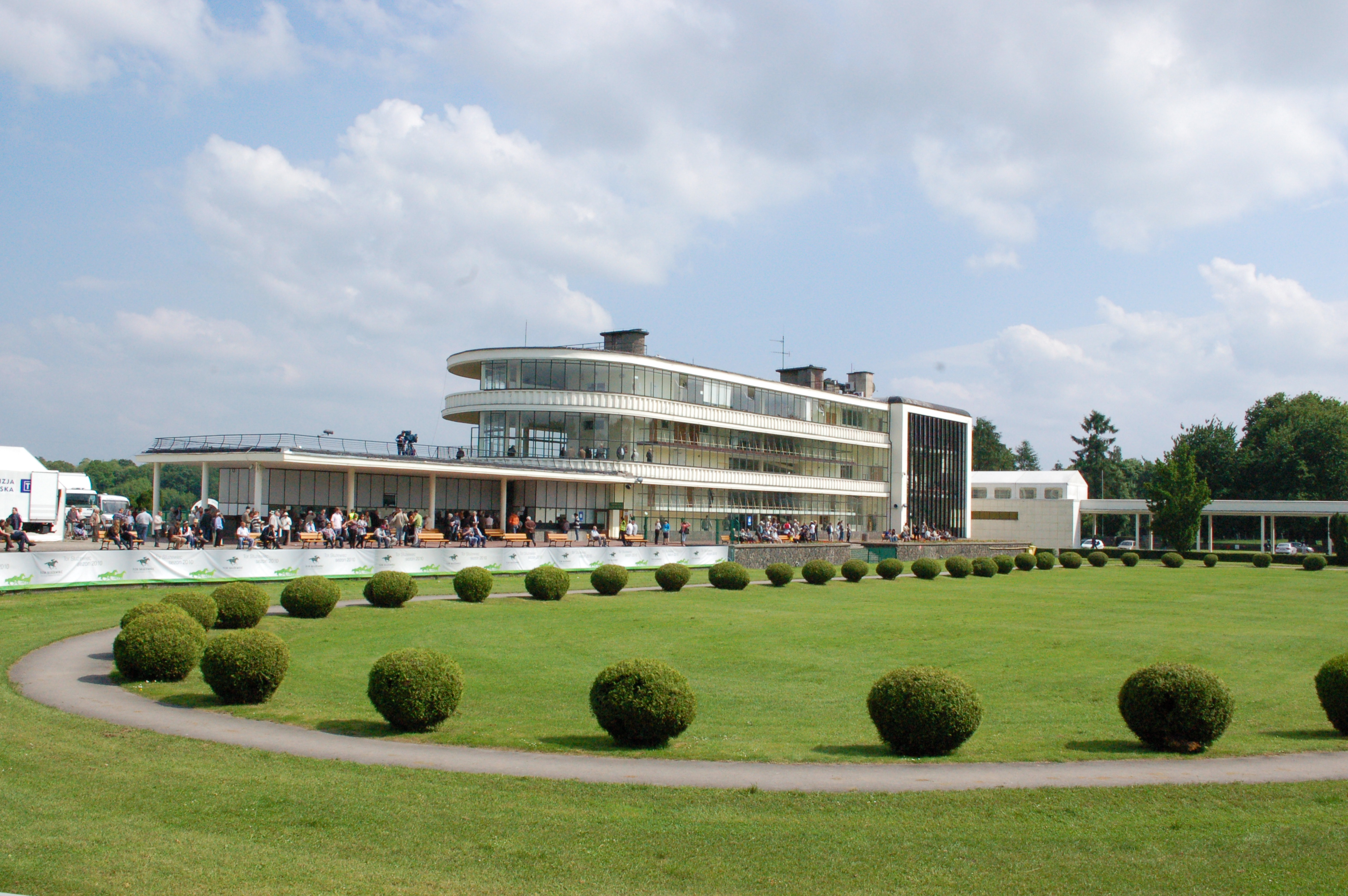
Tor wyścigów konnych Służewiec

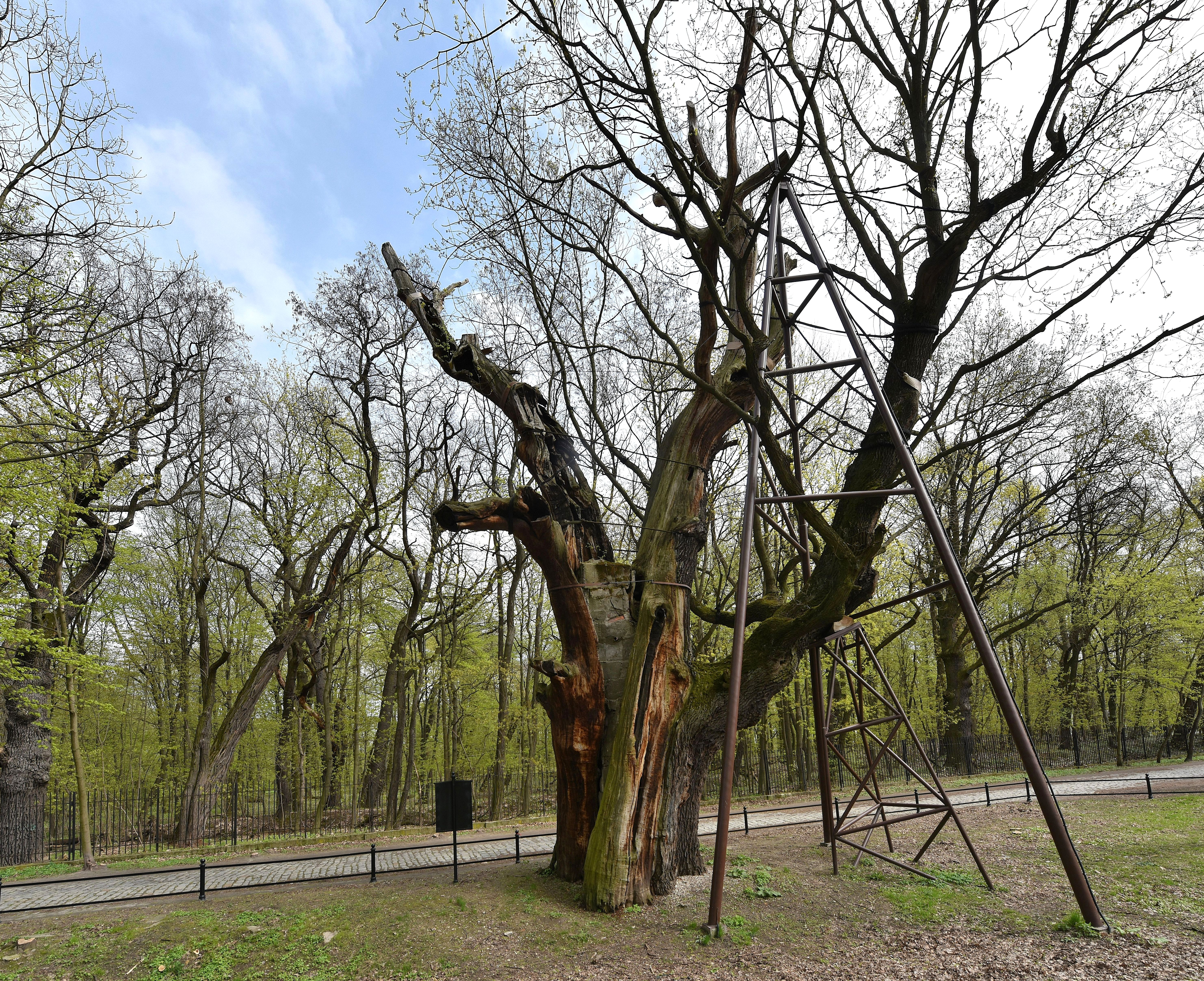
Mieszko I, najstarszy dąb na Mazowszu

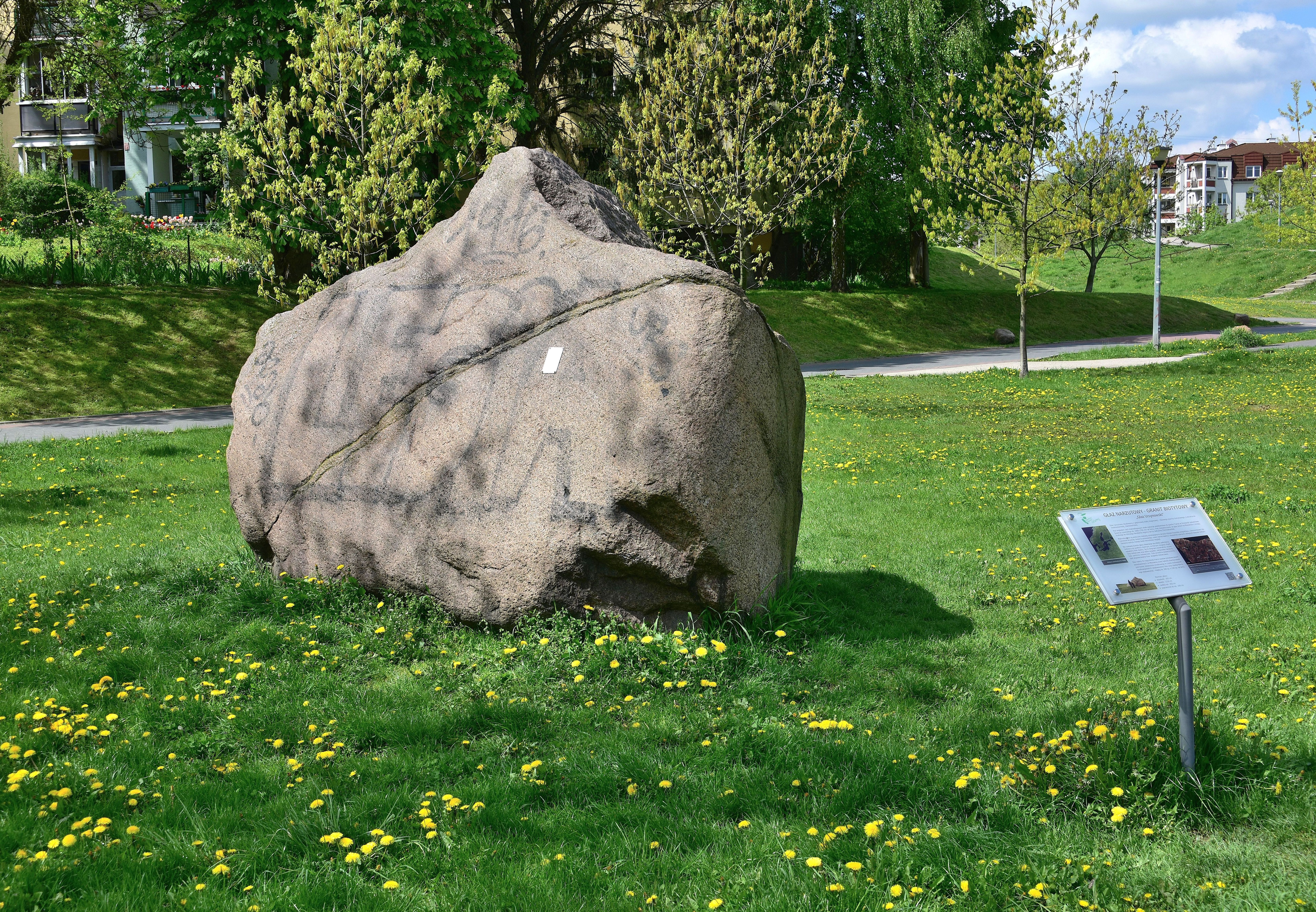
Głaz Ursynowski – największy głaz narzutowy na terenie Warszawy

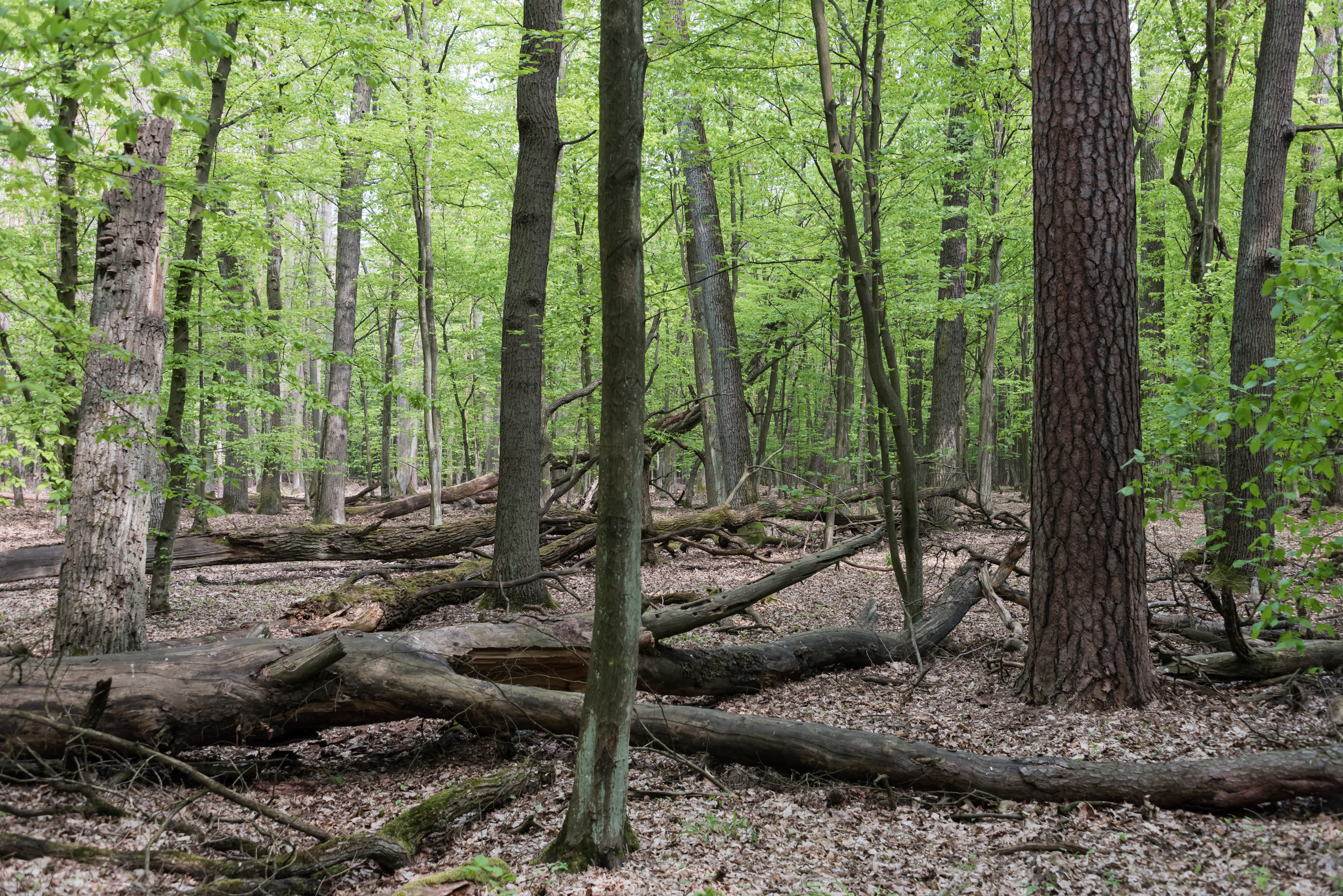
Las Kabacki im. Stefana Starzyńskiego

Ursynów – dzielnica Warszawy położona w lewobrzeżnej części miasta. Jest jedną z 18 jednostek pomocniczych m.st. Warszawy.
Obszar dzisiejszej dzielnicy Ursynów włączono do Warszawy w 1951. Graniczy z dzielnicami: Wilanów, Mokotów i Włochy oraz gminami: Piaseczno, Konstancin-Jeziorna, Raszyn i Lesznowola.

## Historia
Na terenie obecnej dzielnicy przez kilkaset lat istniały osady i wsie, takie jak Służew, Służewiec, Wolica, Kabaty, Imielin, Wyczółki, Moczydło, Dąbrówka i Pyry.
Prawdopodobnie od II połowy XI wieku teren, którego oś osadniczą stanowił Potok Służewiecki, był własnością kościelną i należał do opactwa kanoników regularnych z Czerwińska. W 1238 roku we wsi Służew założono parafię oraz wzniesiono kościół św. Katarzyny. Parafia jest najstarszą parafią rzymskokatolicką w Warszawie. W 1240 roku książę Konrad I mazowiecki zmusił opactwo do zamiany Służewa na inną wieś, a w 1245 roku przekazał Służew jednemu ze swych możnych, Gotardowi. W XIV wieku na terenie należącym do 13 potomków Gotarda – rodziny Służewskich herbu Radwan – istniało 17 miejscowości. W 1528 miały one powierzchnię ok. 70 łanów, tj. ok. 1200 ha.
W 1776 roku na skarpie warszawskiej powstał zespół pałacowo-parkowy, od którego pochodzi nazwa dzielnicy. Wybudowany tam pałacyk był przeznaczony na spędzenie miesiąca miodowego Stanisława Kostki Potockiego i Aleksandry z Lubomirskich i otrzymał nazwę Rozkosz. W 1822 roku Rozkosz kupił Julian Ursyn Niemcewicz, który chciał nazwę posiadłości, dla upamiętnienia swego pobytu w Stanach Zjednoczonych, zmienić na Amerykę lub Waszyngton. Ostatecznie została ona nazwana Ursynowem – od starego przydomka rodu Niemcewiczów.
W latach 1818–1821 Stanisław Kostka Potocki wybudował w pobliżu kościoła św. Katarzyny rezydencję Gucin. Po jego śmierci wdowa po nim założyła tam w latach 1821–1830 ogród nazywany Gucin Gajem. Około 1890 roku na wzniesieniu nad doliną Potoku Służewieckiego zbudowano fort Służew, jeden z fortów pierścienia wewnętrznego Twierdzy Warszawa.
W 1898 roku uruchomiono kolejkę grójecką, której linia biegła wzdłuż ul. Puławskiej. W 1921 roku Edward Raczyński przekazał państwu pałac Krasińskich i inne nieruchomości na Ursynowie z przeznaczeniem na cele szkolnictwa. W latach 1931–1939 zbudowano tor wyścigów konnych, w tamtym czasie najnowocześniejszy tor wyścigów konnych w Europie. W latach 30. XX wieku na terenie Lasu Kabackiego wzniesiono kompleks budynków dla Sztabu Głównego Wojska Polskiego, w którym do 1939 roku mieścił się Referat Niemiecki Biura Szyfrów. W 1938 zadłużony dziedzic dóbr wilanowskich Adam Branicki sprzedał Las Kabacki Zarządowi Miejskiemu m.st. Warszawy, co uchroniło ten kompleks leśny przed parcelacją na cele budowlane.
Przed II wojną światową we wsiach znajdujących się na terenie obecnego Ursynowa znajdowało się ok. 400 domów w których mieszkało ponad 3 tys. osób. W 1948 roku uruchomiono pierwszą na tym terenie miejską linię autobusową (nr 104), łączącą Dworzec Południowy z Wolicą. W 1951 teren współczesnego Ursynowa włączono do Warszawy.
W 1956 roku pałac Krasińskich i tereny podarowane w 1921 roku Skarbowi Państwa przez Edwarda Raczyńskiego zostały przekazane Szkole Głównej Gospodarstwa Wiejskiego (SGGW). W 1971 roku oddano do użytku pierwszy z zespołu budynków uczelni na Ursynowie, a w latach 90. XX wieku SGGW zaczęła budować tam swoją główną siedzibę.
W latach 60. XX wieku podjęto decyzję o budowie na Ursynowie wielkiego zespołu osiedli mieszkaniowych dla ok. 140–160 tys. osób. Miały one stanowić tzw. południowe pasmo rozwojowe Warszawy. Na podstawie wyników konkursu na plan ogólny zabudowy pasma Ursynów-Natolin opracowano wytyczne, jakie miał spełniać cały projekt urbanistyczno-architektoniczny. Podzielono go na cztery części: Ursynów Północny, Ursynów Południowy, Natolin Północny i Natolin Południowy. Razem z 36 tys. mieszkań miały powstać szkoły, przedszkola, szpitale, sklepy i lokale usługowe. Układ komunikacyjny Ursynowa został oparty na trzech równoległych arteriach północ-południe: ul. Jana Rosoła, al. Komisji Edukacji Narodowej i ul. Pawła Findera (obecnie rtm. Witolda Pileckiego).
W rozstrzygniętym latem 1971 roku konkursie na projekt Ursynowa Północnego pierwszą nagrodę otrzymał zespół Ludwika Borawskiego, Jerzego Szczepanika-Dzikowskiego i Andrzeja Szkopa. Niespodziewana śmierć Ludwika Borawskiego spowodowała, że do zespołu dołączył Marek Budzyński. Objęcie przez niego stanowiska projektanta generalnego spowodowało odejście od wcześniejszej koncepcji na rzecz zróżnicowanego zespołu domów oraz nowatorskiego systemu komunikacji pieszej i kołowej. Konkurs na zabudowę Ursynowa Południowego, z innym układem domów, wygrał zespół Andrzeja Fabierkiewicza.
Budowę osiedla Ursynów Północny rozpoczęto w 1975 roku. Jako pierwsze powstały budynki mieszkalne w rejonie ulic: Puszczyka, Koński Jar, Wiolinowej i Koncertowej. 28 grudnia 1976 roku zakończono budowę pierwszego bloku przy ul. Puszczyka 5. Pierwsi mieszkańcy otrzymali klucze do mieszkań w styczniu 1977 roku. W 1977 roku budynek szkoły i przedszkola przy ul. Puszczyka 6 otrzymał tytuł Mistera Warszawy.
W 1979 roku rozpoczęto budowę Centrum Onkologii, stanowiącego główną inwestycję rządowego programu zwalczania chorób nowotworowych. W sierpniu 1980 roku przy ul. Surowieckiego 10 otwarto Megasam, pierwszy samoobsługowy sklep na Ursynowie.
W czasie budowy osiedli mieszkaniowych i linii metra wykorzystując ziemię z wykopów usypano dwa sztuczne wzniesienia: Kopę Cwila i Górkę Kazurkę.
W 1982 roku liczba mieszkańców Ursynowa osiągnęła 75 tys. W 1983 roku rozpoczęto tam budowę pierwszej linii metra. W 1983 roku na ul. Puławskiej uruchomiono komunikację trolejbusową na trasie Dworzec Południowy – Piaseczno; została ona zlikwidowana w 1995 roku. W 1990 roku przy ul. Bacewiczówny 8 otwarto pierwszy w Polsce sklep spółki IKEA.
Do 1994 roku Ursynów stanowił południowo-zachodnią część Mokotowa. Od marca 1994 stał się samodzielną gminą Warszawa-Ursynów.
W 2005 roku ścieki z Ursynowa zaczęły być przesyłane do nowo uruchomionej Oczyszczalni Ścieków „Południe“ w dzielnicy Wilanów.
W 2017 roku rozpoczęła się budowa kolejnego (po zbudowanym w latach 2009–2013 odcinku od węzła „Warszawa Lotnisko” do węzła „Puławska”) odcinka drogi ekspresowej S2 – Południowej Obwodnicy Warszawy. Droga częściowo przebiega w tunelu, oddanym do użytku w grudniu 2021.

## Części Ursynowa

### Podział według MSI
Według Miejskiego Systemu Informacji Ursynów dzieli się na 13 obszarów:
- Dąbrówka
- Grabów
- Jeziorki Północne
- Jeziorki Południowe
- Kabaty
- Natolin
- Pyry
- Skarpa Powsińska
- Stary Służew
- Stary Imielin
- Ursynów-Centrum
- Ursynów Północny
- Wyczółki

### Podział na Wysoki i Zielony Ursynów
Funkcjonuje także zwyczajowy podział na:
- Wysoki Ursynów – jest to północna, wschodnia i południowa część dzielnicy, gdzie dominuje wysoka zabudowa mieszkaniowa[5],
- Zielony Ursynów – jest to zachodnia część dzielnicy położona wzdłuż ul. Puławskiej, gdzie dominuje zabudowa jednorodzinna[5].

## Burmistrzowie
- Stanisław Faliński (1994–2002)
- Tomasz Sieradz (2002–2003)
- Andrzej Machowski (2003–2006)
- Tomasz Mencina (2006–2009)
- Urszula Kierzkowska (2009–2010)
- Piotr Guział (2010[52]–2014)
- Robert Kempa (od 2014[53])

## Rada Dzielnicy
| Ugrupowanie                                       | Kadencja 2002–2006 | Kadencja 2006–2010 | Kadencja 2010–2014 | Kadencja 2014–2018 | Kadencja 2018–2024 | Kadencja 2024–2029 |
| ------------------------------------------------- | ------------------ | ------------------ | ------------------ | ------------------ | ------------------ | ------------------ |
| Sojusz Lewicy Demokratycznej                      | 8 (SLD-UP)         | 3 (LiD)            | –                  | –                  | –                  | –                  |
| Platforma Obywatelska                             | 7                  | 11                 | 11                 | 11                 | 13 (KO)            | 13 (KO)            |
| Prawo i Sprawiedliwość                            | 10                 | 5                  | 4                  | 5                  | 5                  | 5                  |
| Nasz Ursynów / Otwarty Ursynów                    | –                  | 6                  | 10                 | 7                  | 3                  | 2                  |
| Inicjatywa Mieszkańców Ursynowa / Projekt Ursynów | –                  | –                  | –                  | 2                  | 4                  | 5                  |

## Przyroda
Na terenie dzielnicy znajdują się dwa rezerwaty przyrody: Las Kabacki im. Stefana Starzyńskiego i Skarpa Ursynowska. Przy ul. Nowoursynowskiej rośnie Mieszko I – najstarszy dąb w województwie mazowieckim.
W parku im. Romana Kozłowskiego, przy ul. Nutki, znajduje się Głaz Ursynowski – największy (obwód 9,6 m) głaz narzutowy na terenie Warszawy.
W 1969 roku na terenie Ursynowa wykonano głęboki odwiert. Stwierdzono, że na głębokości ok. trzech kilometrów występują skały dewońskie, w których znaleziono kopalną faunę ramienionogów, opracowaną następnie przez Madisa Rubela i Lecha Tellera.

## Sport
W 2021 roku w dzielnicy funkcjonowało 38 klubów sportowych działających jako stowarzyszenia kultury fizycznej i fundacje i 5 działających na zasadach komercyjnych. Jednym z nich jest klub piłkarski KS SEMP Warszawa (SEMP Ursynów).

## Upamiętnienie
- W 2016 r. Rada m.st. Warszawy nadała skrzyżowaniu ulic Wawrzyńca Surowieckiego i Jana Zaorskiego na Ursynowie Północnym nazwę rondo Budowniczych Ursynowa[66].